# Djabe
Djabe je maďarská jazz-rocková skupina založená v roce 1996.

## Historie
Název Djabe je odvozen z jazyka Akan, kde djabe znamená svoboda. Skupina skládá svoji vlastní hudbu kde jazz je míchán s prvky maďarské a africké hudby. Skupina vystupovala na několika mezinárodních hudebních festivalech. Se skupinou též spolupracovali Steve Hackett a Ben Castle.

## Ocenění
- 2001: eMeRTon Award for Update (2001)[2]

## Diskografie
- 1996: Djabe
- 1998: Witchi Tai To
- 1999: Ly-O-Lay Ale Loya
- 1999: Lay-a-Loya
- 2000: Tour 2000
- 2001: Update
- 2003: Táncolnak a Kazlak
- 2003: Unplugged at the New Orleans=
- 2004: Gödöllô, 2001. Június 23.
- 2005: Slices of Life/Életképek
- 2007: Message from the Road
- 2007: Köszönjük Sipi!
- 2008: Take On
- 2009: Sipi Emlékkoncert – Sipi Benefit Concert (se Steve Hackettem)
- 2011: In the Footsteps of Attila and Genghis (se Steve Hackettem)
- 2011: Djabe 15 – 15th Anniversary Concert
- 2012: Down and Up
- 2013: Summer Storms & Rocking Rivers (se Steve Hackettem)
- 2014: Forward
- 2014: Live in Blue (se Steve Hackettem, Gulli Briem, Johnem Nugentem)
- 2016: 20 Dimensions
- 2017: Life Is a Journey (The Sardinia Tapes) (se Steve Hackettem)

## Video
- 2002: Flying – Live in Concert
- 2006: Táncoltak a Kazlak/Sheafs Were Dancing
- 2011: 15th Anniversary Concert
- 2012: Slices of Live

## Obsazení
- Ferenc Kovács – trumpeta, housle, zpěv
- Attila Égerházi – kytara, perkusy
- Zoltán Kovács – piano, klávesy
- Tamás Barabás – baskytara
- Szilárd Banai – bicí